# Нове Хиже
45°30′ пн. ш. 14°55′ сх. д. / 45.50° пн. ш. 14.92° сх. д.
Нове Хиже (хорв. Nove Hiže) — населений пункт у Хорватії, у Приморсько-Горанській жупанії у складі громади Брод-Моравиці.

## Населення
Населення за даними перепису 2011 року становило 0 осіб.
Динаміка чисельності населення поселення:

## Клімат
Середня річна температура становить 8,93 °C, середня максимальна – 22,17 °C, а середня мінімальна – -5,86 °C. Середня річна кількість опадів – 1420 мм.
| Клімат поселення                              | Клімат поселення | Клімат поселення | Клімат поселення | Клімат поселення | Клімат поселення | Клімат поселення | Клімат поселення | Клімат поселення | Клімат поселення | Клімат поселення | Клімат поселення | Клімат поселення | Клімат поселення |
| Показник                                      | Січ.             | Лют.             | Бер.             | Квіт.            | Трав.            | Черв.            | Лип.             | Серп.            | Вер.             | Жовт.            | Лист.            | Груд.            |                  |
| Середній максимум, °C                         | 5,92             | 7,08             | 10,22            | 14,30            | 18,75            | 22,17            | 21,93            | 21,60            | 17,68            | 13,11            | 7,86             | 4,38             |                  |
| Середня температура, °C                       | 0,03             | 1,18             | 4,32             | 8,40             | 12,86            | 16,28            | 18,17            | 17,86            | 13,92            | 9,36             | 4,11             | 0,62             |                  |
| Середній мінімум, °C                          | −5,86            | −4,72            | −1,56            | 2,50             | 6,96             | 10,38            | 14,41            | 14,10            | 10,17            | 5,60             | 0,35             | −3,13            |                  |
| Норма опадів, мм                              | 80               | 84               | 103              | 118              | 107              | 132              | 105              | 117              | 136              | 160              | 159              | 119              |                  |
| Середньомісячна швидкість вітру, м/с          | 1.77             | 1.94             | 2.24             | 2.18             | 2.06             | 1.90             | 1.82             | 1.79             | 1.69             | 1.77             | 1.91             | 1.88             |                  |
| Середньомісячна сонячна радіація, кДж/м²·день | 4145             | 6920             | 10239            | 14563            | 18665            | 20303            | 21686            | 18415            | 13395            | 8639             | 4576             | 3421             |                  |
| --------------------------------------------- | ---------------- | ---------------- | ---------------- | ---------------- | ---------------- | ---------------- | ---------------- | ---------------- | ---------------- | ---------------- | ---------------- | ---------------- | ---------------- |
| Джерело:                                      |                  |                  |                  |                  |                  |                  |                  |                  |                  |                  |                  |                  |                  |